# Peter Shaw Ashton
Peter Shaw Ashton (* 27. Juni 1934 in Boscombe, England) ist ein britischer Forstwissenschaftler und Hochschullehrer. Er forscht über die tropischen Regenwälder Asiens, insbesondere deren Flügelfruchtgewächse (Dipterocarpaceae).

## Leben
Ashton war unter anderem Direktor des Arnold-Arboretum der Harvard University, Präsident der International Association of Botanical Gardens (Internationalen Vereinigung Botanischer Gärten), in leitender Funktion bei der US-amerikanischen Umweltschutzorganisation The Nature Conservancy und ist Fellow der American Academy of Arts and Sciences sowie der Royal Society of Edinburgh.

## Auszeichnungen (Auswahl)
- 1987: Award for Environmental Achievement der United States Environmental Protection Agency
- 1997: Sultan-Quaboos-Preis für Umwelterhaltung der UNESCO
- 2001: Ehrendoktor der University of Peradeniya, Peradeniya/Sri Lanka
- 2007: Japan-Preis, The Science and Technology Foundation of Japan
- 2009: Linné-Medaille
- Nach Ashton benannt ist die Pflanzengattung Ashtonia Airy Shaw 1968 aus der Familie der Phyllanthaceae.[1]